# 모바일 보안
모바일 보안(mobile security) 또는 모바일 장치 보안은 무선 컴퓨팅과 관련된 위협으로부터 스마트폰, 태블릿, 노트북을 보호하는 것이다. 이는 모바일 컴퓨팅에서는 점점 더 중요해지고 있다. 이제 스마트폰에 저장된 개인 및 비즈니스 정보의 보안이 특히 중요해졌다.
점점 더 많은 사용자와 기업이 스마트폰을 의사소통뿐만 아니라 업무와 개인 생활을 계획하고 정리하는 데 사용하고 있다. 기업 내에서 이러한 기술은 정보 시스템의 조직에 엄청난 변화를 일으키고 있으며 따라서 새로운 위험의 원천이 되었다. 실제로 스마트폰은 사용자의 개인정보와 회사의 지적 재산을 보호하기 위해 액세스를 통제해야 하는 민감한 정보의 양을 점점 더 많이 수집하고 정리하고 있다.
대부분의 공격은 스마트폰을 대상으로 한다. 이러한 공격은 단문 메시지 서비스(SMS, 문자 메시지), 멀티미디어 메시지 서비스(MMS), 무선 연결, 블루투스, GSM 등 다양한 통신 모드에서 발생할 수 있는 스마트폰에서 발견된 취약점을 이용한다. 스마트폰 운영체제나 브라우저도 또 다른 약점이다. 일부 악성코드는 일반 사용자의 제한된 지식을 활용한다. 2008년 맥아피 연구에 따르면 사용자 중 2.1%만이 모바일 악성 코드에 직접 접촉한 적이 있다고 보고했다. 조사에 따르면 사용자의 11.6%는 다른 사람이 이 문제로 인해 피해를 입었다는 소식을 들은 것으로 나타났다. 하지만 이 숫자는 더욱 늘어날 것으로 예상된다.
소프트웨어의 보안 모범 사례부터 최종 사용자에 대한 정보 전파에 이르기까지 보안 대책이 스마트폰에 개발 및 적용되고 있다. 운영 체제 개발, 소프트웨어 설계, 사용자 행동 수정 등 모든 수준에서 대응책을 구현할 수 있다.

## 같이 보기
- 브라우저 보안
- 컴퓨터 보안
- 정보 보안
- 모바일 바이러스
- 도청